# Пуговичникова, Любовь Михайловна
Любовь Михайловна Пуговичникова (урожд. Черных) (род. 11 мая 1958, Аннинский район, Воронежская область) — советская велогонщица.

## Карьера
В велоспорт перешла в 1978 году из лыжного спорта.
В 1985 года стала чемпионом СССР, в 1987 году — чемпионом мира по шоссейному велоспорту в командной гонке на 50 км в составе сборной команды СССР. Также является неоднократным победителем и призёром международных и всесоюзных соревнований.
В 1990 году окончила Воронежский государственный институт физической культуры. С 1997 года проживает в Павловске (Воронежская область), работает в госпитале.